# Shelbourne Ladies Football Club
Lo Shelbourne Ladies Football Club, citato anche come Shelbourne Ladies F.C., Shelbourne LFC o semplicemente Shelbourne, è una squadra di calcio femminile irlandese, sezione femminile dell'omonimo club con sede a Northside, quartiere di Dublino.
Grazie alla vittoria nel campionato 2016 ha avuto accesso alla UEFA Women's Champions League 2017-2018 non superando tuttavia la prima fase di qualificazione.

## Palmarès
- Campionato irlandese: 3

2016, 2021, 2022

## Organico

### Rosa 2018
Rosa, ruoli e numeri di maglia tratti dal sito della federazione irlandese e aggiornati al 10 aprile 2019.
| N. |                    | Ruolo | Calciatrice      |
| -- | ------------------ | ----- | ---------------- |
| 1  | Irlanda (bandiera) | P     | Amanda McQuillan |
| 2  | Irlanda (bandiera) | D     | Seana Cooke      |
| 3  | Irlanda (bandiera) | D     | Jessica Gleeson  |
| 4  | Irlanda (bandiera) | D     | Pearl Slattery   |
| 5  | Irlanda (bandiera) | C     | Tiegan Ruddy     |
| 6  | Irlanda (bandiera) | C     | Alex Kavanagh    |
| 7  | Irlanda (bandiera) | A     | Leanne Kiernan   |
| 8  | Irlanda (bandiera) | C     | Rachel Graham    |
| 9  | Irlanda (bandiera) | C     | Roma McLoughlin  |
| 10 | Irlanda (bandiera) | A     | Noelle Murray    |
| 11 | Irlanda (bandiera) | C     | Siobhan Killeen  |

| N. |                    | Ruolo | Calciatrice      |
| -- | ------------------ | ----- | ---------------- |
| 12 | Irlanda (bandiera) | D     | Jamie Finn       |
| 13 | Irlanda (bandiera) | D     | Courtney Higgins |
| 14 | Irlanda (bandiera) | D     | Niamh Prior      |
| 15 | Irlanda (bandiera) | C     | Fiona Donnelly   |
| 16 | Irlanda (bandiera) | P     | Rachel Kelly     |
| 17 | Irlanda (bandiera) | A     | Kate Mooney      |
| 18 | Irlanda (bandiera) | A     | Rebecca Creagh   |
| 19 | Irlanda (bandiera) | D     | Lynn Craven      |
| 20 | Irlanda (bandiera) | C     | Isibeal Atkinson |
| 21 | Irlanda (bandiera) | A     | Alannah McEvoy   |